# Darvi, Khovd
Darvi (tiếng Mông Cổ: Дарви) là một sum của tỉnh Khovd ở miền tây Mông Cổ. Vào năm 2007, dân số của sum là 2.596 người.

## Địa lý
Sum có diện tích khoảng 5.604 km2. Trung tâm sum nằm cách tỉnh lỵ Khovd 204 km và thủ đô Ulaanbaatar 1.250 km.

### Khí hậu
Darvi có khí hậu bán khô hạn. Nhiệt độ trung bình hàng năm trong khu vực là 4 °C. Tháng ấm nhất là tháng 7, khi nhiệt độ trung bình là 24 °C và lạnh nhất là tháng 1, với −20 °C. Lượng mưa trung bình hàng năm là 143 mm. Tháng ẩm ướt nhất là tháng 8, với lượng mưa trung bình là 36 mm, và khô nhất là tháng 1, với 1 mm.

## Kinh tế
Sum có một trường học, bệnh viện, trung tâm thương mại và nhà văn hóa.